# Gewichtheffen op de Olympische Zomerspelen 2012 – klasse boven 105 kilogram mannen
Het gewichtheffen in de klasse boven 105 kilogram voor mannen op de Olympische Zomerspelen 2012 vond plaats op 1 augustus 2012.

## Uitslag
| Rang   | Naam                 | Land           | Groep | Gewicht | Trekken (kg) | Trekken (kg) | Trekken (kg) | Trekken (kg) | Stoten (kg) | Stoten (kg) | Stoten (kg) | Stoten (kg) | Totaal |
| Rang   | Naam                 | Land           | Groep | Gewicht | 1            | 2            | 3            | Score        | 1           | 2           | 3           | Score       | Totaal |
| ------ | -------------------- | -------------- | ----- | ------- | ------------ | ------------ | ------------ | ------------ | ----------- | ----------- | ----------- | ----------- | ------ |
| Goud   | Behdad Salimi        | Iran           | A     | 168,19  | 201          | 205          | 208          | 208          | 247         | 264         | —           | 247         | 455    |
| Zilver | Sajjad Anoushiravani | Iran           | A     | 152,46  | 198          | 204          | 204          | 204          | 237         | 245         | 251         | 245         | 449    |
| Brons  | Roeslan Albegov      | Rusland        | A     | 147,15  | 198          | 204          | 208          | 208          | 240         | 245         | 247         | 240         | 448    |
| 4      | Jeon Sang-guen       | Zuid-Korea     | A     | 157,53  | 190          | 200          | 200          | 190          | 246         | 246         | 259         | 246         | 436    |
| 5      | Irakli Turmanidze    | Georgië        | A     | 126,23  | 192          | 198          | 201          | 201          | 225         | 232         | 232         | 232         | 433    |
| 6      | Ihor Shymechko       | Oekraïne       | A     | 137,38  | 197          | 197          | 200          | 197          | 225         | 232         | 237         | 232         | 429    |
| 7      | Jiří Orság           | Tsjechië       | A     | 128,15  | 182          | 187          | 190          | 187          | 231         | 239         | 242         | 239         | 426    |
| 8      | Almir Velagić        | Duitsland      | A     | 141,41  | 186          | 190          | 192          | 192          | 229         | 234         | 238         | 234         | 426    |
| 9      | Yauheni Zharnasek    | Wit-Rusland    | B     | 147,37  | 188          | 193          | 196          | 196          | 219         | 225         | 230         | 230         | 426    |
| 10     | Chen Shih-chieh      | Chinees Taipei | B     | 141,14  | 177          | 182          | 185          | 182          | 230         | 236         | 240         | 236         | 418    |
| 11     | Péter Nagy           | Hongarije      | B     | 155,55  | 184          | 191          | 196          | 191          | 216         | 225         | 230         | 225         | 416    |
| 12     | Fernando Reis        | Brazilië       | B     | 140,49  | 178          | 180          | 186          | 180          | 220         | 225         | —           | 220         | 400    |
| 13     | Kazuomi Ota          | Japan          | B     | 146,51  | 180          | 184          | 185          | 185          | 215         | 215         | 222         | 215         | 400    |
| 14     | Itte Detenamo        | Nauru          | B     | 151,32  | 165          | 170          | 175          | 175          | 205         | 215         | 215         | 215         | 390    |
| 15     | Christian López      | Guatemala      | B     | 139,15  | 172          | 177          | 177          | 172          | 209         | 209         | 215         | 215         | 387    |
| 16     | Damon Kelly          | Australië      | B     | 150,83  | 155          | 160          | 165          | 165          | 192         | 201         | 216         | 216         | 381    |
| 17     | Frederic Fokejou     | Kameroen       | B     | 132,74  | 150          | 155          | 160          | 160          | 190         | 200         | 202         | 202         | 362    |
| 18     | Carl Henriquez       | Aruba          | B     | 150,38  | 115          | 122          | 127          | 122          | 160         | 160         | 171         | 160         | 282    |
| —      | Matthias Steiner     | Duitsland      | A     | 149,98  | 192          | 196          | 197          | 192          | —           | —           | —           | —           | —      |